# Campionato austriaco di hockey su pista 2001
Il campionato austriaco 2001 è stata la 10ª edizione dell'omonimo torneo riservato alle squadre di hockey su pista austriache. Il titolo è stato conquistato dal Wolfurt per la terza volta nella sua storia.

## Stagione

### Formula
Il campionato austriaco 2001 vide ai nastri di partenza quattro club; la manifestazione fu organizzata con un girone all'italiana, con gare di andata e ritorno per un totale di 6 giornate: erano assegnati 3 punti per l'incontro vinto e un punto a testa per l'incontro pareggiato, mentre non ne era attribuito alcuno per la sconfitta. Al termine del campionato la squadra prima classificata venne proclamata campione d'Austria.

## Classifica finale
|                    | Pos. | Squadra   | Pt | G | V | N | P | GF | GS | DR |
| ------------------ | ---- | --------- | -- | - | - | - | - | -- | -- | -- |
| Austria (bandiera) | 1.   | Wolfurt   | ?  |   |   |   |   |    |    |    |
|                    | 2.   | Dornbirn  | ?  |   |   |   |   |    |    |    |
|                    | 3.   | Villach   | ?  |   |   |   |   |    |    |    |
|                    | 4.   | Feldkirch | ?  |   |   |   |   |    |    |    |

Legenda:
      Campione d'Austria e ammessa alla CERH Champions League 2001-2002.
Note:
Due punti a vittoria, uno a pareggio, zero a sconfitta.